# Черкасская Алешня
Черка́сская Але́шня — деревня в Дубровском районе Брянской области, в составе Алешинского сельского поселения. Расположена у северной окраины села Алешня, в 6 км от пгт Дубровка. Население — 71 человек (2010).
Упоминается с 1 половины XIX века; входила в Алешинскую волость Брянского уезда и в приход Троицкой церкви села Алешня.

## Население
| 2010 | 2013 |
| ---- | ---- |
| 75   | ↘68  |